# Quarto Néfi
O Quarto Néfi é um dos livros que compõem o Livro de Mormon também designado como O Livro de Néfi: Quem é o Filho de Néfi, um dos discípulos de Jesus Cristo.

## Conteúdo
Este livro cobre o período de  35 a 321 DC e contem apenas dois capítulos relatando as história dos nefitas e lamanitas. A conversão dos nefitas e lamanitas, por duzentos anos viveram em grande prosperidade e paz seguindo os preceitos de Cristo.